# Arthur Warnecke
Arthur Warnecke (Lebensdaten unbekannt) war ein deutscher Fußballspieler.

## Karriere
Warnecke gehörte zunächst dem Altonaer Fußball-Club von 1893 als Stürmer an, für den er in den vom Norddeutschen Fußball-Verband bis 1933 organisierten Meisterschaften die Saison 1924/25 Punktspiele bestritt. Mit der im Elbekreis, neben dem Alsterkreis eine von zwei Kreisligen in der Bezirksliga Groß-Hamburg, gewonnenen Meisterschaft traf er mit seiner Mannschaft im Bezirksfinale auf den Hamburger SV, der mit 3:2 bezwungen werden konnte; damit waren beide Finalmannschaften auch für die Endrunde um die Norddeutsche Meisterschaft qualifiziert. Nach dem mit 6:2 gegen den Schweriner FC 03 gewonnenen Qualifikationsspiel, zog er mit seiner Mannschaft in die aus sechs Mannschaften bestehende Siegerstaffel ein, die punktgleich mit dem Hamburger SV abgeschlossen werden konnte. Das notwendig gewordene Entscheidungsspiel um Platz 1 und damit um die Norddeutsche Meisterschaft entschied der Hamburger SV am 15. Juni 1925 mit 2:1 für sich; dennoch waren beide Mannschaften als Teilnehmer an der Endrunde um die Deutsche Meisterschaft vertreten. Bei seinem Debüt am 3. Mai 1925 in Stettin erzielte er beim 4:2-Achtelfinalsieg über den gastgebenden FC Titania gleich drei Tore. Das vierzehn Tage später ausgetragene Viertelfinale gegen den Duisburger SpV wurde im Hamburger Stadion Hoheluft mit 0:2 verloren.
Zur Folgesaison zum Hamburger SV gewechselt, gewann er mit dem Verein während seiner zwei Jahre währenden Zugehörigkeit jeweils zwei Kreis- und Bezirksmeisterschaften; die über die jeweils erfolgreichen Qualifikationsspielen erreichten Siegerstaffeln im Rahmen der Endrunden um die Norddeutsche Meisterschaft wurden mit jeweils einem Punkt Abstand hinter Holstein Kiel als Zweitplatzierter beendet. Für den Hamburger SV bestritt er in zwei aufeinander folgenden Spielzeiten insgesamt vier Endrundenspiele um die Deutsche Meisterschaft. Sein letztes Endrundenspiel bestritt er am 8. Mai 1927 mit dem Achtelfinale, das mit 4:1 im Düsseldorfer Rheinstadion gegen die gastgebende Fortuna gewonnen wurde.

## Erfolge
mit dem Altonaer Fußball-Club von 1893
- Teilnahme an der Endrunde um die Deutsche Meisterschaft 1925
- Zweiter der Norddeutschen Meisterschaft 1925
- Bezirksmeister Groß-Hamburg 1925
- Kreismeister Elbe 1925
- Torschützenkönig Deutsche Meisterschaft 1925 (mit drei Toren; gemeinsam mit Josef Lüke (TuRU Düsseldorf))

mit dem Hamburger SV
- Teilnahme an der Endrunde um die Deutsche Meisterschaft 1926, 1927
- Zweiter der Norddeutschen Meisterschaft 1926, 1927
- Bezirksmeister Groß-Hamburg 1926, 1927
- Kreismeister Alster 1926, 1927